# Celia Green
Celia Elizabeth Green (26 de noviembre de 1935) es una escritora británica de psicología y escepticismo filosófico.

## Biografía
Los padres de Green eran ambos maestros de escuela primaria, juntos escribieron una serie de libros de texto de geografía que se conocieron como The Green Geographies.
Fue educada en el Ursuline Convento en Ilford, y más tarde en el Woodford Instituto, una escuela estatal para chicas. En un libro titulado: Cartas desde el exilio, comparó estas dos escuelas y llegó a la conclusión que prefería la financiación familiar a la educación estatal. Ganó la Beca Abierta Sénior en la Universidad Somerville de Oxford, a la edad de 17 años.
En 1960 fue galardonada con un grado B.Litt. por la facultad de Literae Humaniores de la Universidad de Oxford, para una tesis, supervisado por H. H. Price, titulada Investigación sobre algunos estados de conciencia y su base fisiológica. De 1957 a 1960, Green ocupó el puesto de investigadora oficial en la Sociedad para la Investigación Psíquica en Londres. En 1961, En 1961, Green fundó y se convirtió en el director del Instituto de Investigación Psicofísica. Las áreas de interés del Instituto se enumeraron inicialmente como filosofía, psicología, física teórica y ESP. Sin embargo, su trabajo principal durante los años sesenta y setenta se refería a alucinaciones y otras experiencias casi perceptivas en sujetos normales. Su principal benefactor, desde 1963 hasta 1970, fue Cecil Harmsworth King, entonces presidente del grupo IPC, propietario del Daily Mirror.
En 1996, la facultad de Oxford de Literae Humaniores le otorgó un título de DPhil por una tesis sobre la causalidad y el problema de la mente y el cuerpo. Green es un investigadora honoraria en el Departamento de Filosofía de la Universidad de Liverpool.